# 소가노 마치
소가노 마치(일본어: 蘇我満智)는 일본 고분시대의 호족이다. 마치(満智)는 麻智, 満知라고도 표기하며, 소가노 마치 스쿠네(蘇我満智宿禰)라 불렸다. 소가노 이시카와 스쿠네의 아들이며, 다케노우치노 스쿠네(武内宿禰)의 손자에 해당한다.
리추 천황 재위 2년(401년), 헤구리노 쓰쿠와 쓰부라노 오키미 등과 함께 집정관(執政官)이 되었다.
『고어습유(古語拾遺)』에 의하면, 유랴쿠 천황 때, 증대하는 여러 국으로부터의 공물에 대응하고자 새로이 오쿠라(大蔵)가 세워졌는데, 마치가 오쿠라를 포함한 3장(오쿠라, 구라(内蔵), 이미쿠라(斎蔵))을 관리하였다고 한다. 이 전승은 소가 가문이 5세기 후반에 이미 조정 재정을 통괄하였던 역사적 사실을 전하고 있을 가능성도 있으나, 3장 중 이미쿠라는 실재하지 않았고, 백제의 체제를 모방하여 구라(창고)가 구라와 오쿠라로 분할된 시기가 6세기 말 이상으로 소급되지 못한다는 점이 문제가 된다.
아들로는 소가노 가라코(蘇我韓子)가 있다. 손자는 소가노 코마(蘇我高麗)이다. 센카 천황 때의 오오미(大臣) 소가노 이나메(蘇我稲目)는 그의 증손이다.
또한 소가노 마치를 백제의 권신인 목만치와 동일인물로 보고 소가 가문을 백제계 도래인으로 보는 설이 있으며, 마치 자체가 실재하지 않았다고 보는 설도 있다.